# Кристиан, Роджер (хоккеист)
Роджер Аллен Кристиан (англ. Roger Allen Christian, 1 декабря 1935, Уоррод, штат Миннесота, США — 9 ноября 2011, Гранд-Форкс, штат Северная Дакота, США) — американский хоккеист, нападающий, чемпион Олимпийских игр в Скво-Вэлли (1960).

## Спортивная карьера
Начал тренироваться в команде колледжа вместе со своим братом Биллом. Участник чемпионата мира в Осло (1958), где сборная США заняла пятое место. На зимних Играх в Скво-Вэлли (1960) стал олимпийским чемпионом, проведя восемь шайб в шести матчах и сделав три результативные передачи. Впоследствии вместе с братом стал бронзовым призёром на чемпионате мира в Колорадо-Спрингс (1962) и пятым — на Олимпиаде в Инсбруке (1964).
В 1964 г. основал вместе с братом предприятие по производству клюшек, которое было продано в 2002 г. В 1989 г. был принят в Зал хоккейной славы США.